# Vĩnh Tân, Cát An
Vĩnh Tân (chữ Hán giản thể: 永新县, âm Hán Việt: Vĩnh Tân huyện) là một huyện thuộc địa cấp thị Cát An, tỉnh Giang Tây, Cộng hòa Nhân dân Trung Hoa. Huyện này có diện tích 2195 ki-lô-mét vuông, dân số năm 1999 là 460.913 người.. Huyện này nằm ở trung đọan của dãy núi La Tiêu. Mã số bưu chính của huyện Vĩnh Tân là 343400. Chính quyền huyện đóng ở trấn Hòa Xuyên.  

## Hành chính
Vĩnh Tân được chia ra làm 24 đơn vị hành chính cấp hương, gồm 1 nhai đạo, 10 trấn và 13 hương. Ngoài ra huyện này còn quản lí 1 đơn vị tương đương cấp hương khác
- Nhai đạo: Tam Nguyệt Bình (三月坪街道)
- Trấn: Hòa Xuyên (禾川镇), Thạch Kiều (石桥镇), Long Nguyên Khẩu (龙源口镇), Lễ Điền (澧田镇), Long Môn (龙门镇), Sa Thị (沙市镇), Văn Trúc (文竹镇), Phụ Tiền (埠前镇), Hoài Trung (怀忠镇), Cao Kiều Lâu (高桥楼镇)
- Hương: Ao Nam (坳南乡), Khúc Bạch (曲白乡), Tài Phong (才丰乡), Yên Các (烟阁乡), Tại Trung (在中乡), Tam Loan (三湾乡), Đài Lĩnh (台岭乡), Long Điền (龙田乡), Cao Khê (高溪乡), Liên Châu (莲洲乡), Cao Thị (高市乡), Tượng Hình (象形乡), Lô Khê (芦溪乡)

Đơn vị ngang cấp hương khác
- Khu công nghiệp huyện Vĩnh Tân (永新县工业园区)